# فقه الفلسفة
فقه الفلسفة هو علم ينظر في الفلسفة من حيث أنها جملة من الظواهر الخطابية والسلوكية التي تقبل التوصيف والتحليل والتنظير، أو التأمل النقدي في الفلسفة كموضوع، بهدف التحرر من التبعية لفلسفة الغربيين، والإبداع في إنتاج فلسفة إسلامية عربية معاصرة، أسس هذا العلم الفيلسوف المغربي الدكتور طه عبد الرحمن ضمن مشروع فلسفي يضم فقه الفلسفة كأحد أركانه الأساسية.

## الأهداف
يسعى فقه الفلسفة إلى تقديم كيفية عملية وتطبيقية لإخراج المتفلسف العربي من التقليد، ودعوته إلى المطالبة بحقه في الاختلاف، والتفلسف بحسب هويته، لكي يُدافع عن وجوده، ويبتعد عن تصورات الفلسفة الغربية التي تتناقض مع كينونته وهويته، ويُساهم بذلك في إغناء التجربة الإنسانية. كما يسعى إلى استقلالية الفكر والهوية الإسلامية، وخلق فضاء للفلسفة بتوجيه من رؤى وحقائق وأوضاع ومفاهيم ومصطلحات عربية وإسلامية.

## الأركان
وضع الدكتور طه عبد الرحمن أربعة أركان لفقه الفلسفة وهي: فقه الترجمة والفلسفة، وفقه التعبير الفلسفي، وفقه التفكير الفلسفي، وفقه السيرة الفلسفية.